# Georg Friedrich Bunge
Georg Friedrich Bunge (* 1722 in Stallupönen, Preußen; † 1792 in Kiew) war ein deutscher Apotheker und der Gründer der Deutschen Evangelisch-Lutherischen Gemeinde in Kiew.

## Wirken
Georg Friedrich Bunge war der Schwiegersohn des deutschen Apothekers Geiter, der in Kiew Mitte des 18. Jahrhunderts die erste zivile Apotheke gründete. Georg Friedrich Bunge wirkte als Vorsteher der Gemeinde und förderte sie, indem er den Hauslehrer seiner Kinder, Christoph Leberecht Grahl (1744–1799), als Pfarrer der Gemeinde wirken ließ, der später auch sein Schwiegersohn wurde.

## Familie
Georg Friedrich Bunge hatte vier Töchter und acht Söhne. Sein Sohn Christian Gottlieb Bunge studierte Medizin und lehrte an der Universität Moskau und der Universität Kiew. Ein anderer Sohn, Andreas Bunge, übernahm die väterliche Apotheke und wurde seinerseits Vater des Juristen und Rechtshistorikers Friedrich Georg von Bunge und des Botanikers Alexander von Bunge. Beide lehrten an der Universität Dorpat.